# Слово безумца в свою защиту
«Слово безумца в свою защиту» (швед. En dåres försvarstal, фр. Le Plaidoyer d'un fou) — автобиографический роман шведского писателя Августа Стриндберга. Повествование представляет собой слегка беллетризированный рассказ о его жизни с 1874 по 1887 год, и особенно о его первом браке с Сири фон Эссен (в романе её зовут Марией). Книга была написана на французском языке в 1887—1888 годах. Впервые она была опубликована в немецком переводе в 1893 году, а затем на французском как «Просьба сумасшедшего» (фр. Le Plaidoyer d'un fou) в 1895 году. Однако французский редактор внёс радикальные изменения в текст Стриндберга — насколько радикальные, было обнаружено только в 1973 году, когда на свет вышла оригинальная рукопись, считавшаяся утерянной. Она была обнаружена в сейфе в Осло среди бумаг, принадлежавших другу Стриндберга, норвежскому художнику Эдварду Мунку. На её основе в 1976 году появился новый шведский перевод. Она также была опубликована на английском языке под названиями «Исповедь дурака», «Защита сумасшедшего», «Извинение дурака» и «Манифест сумасшедшего».

## Процесс написания
Во время, когда его бурный брак с Сири фон Эссен подходил к концу, Август Стриндберг опасался, что между женщинами Европы существует тайный заговор, и они планируют заставить его замолчать, проведя кампанию, чтобы заставить людей поверить, что он сумасшедший. Поэтому Стриндберг решил поспешно написать книгу, раскрывающую правду об этом браке. Он начал писать «Слово безумца в свою защиту» осенью 1887 года и закончил ее следующей весной. Она была написана на французском языке.

## Публикация
Книга была впервые опубликована в 1893 году через Библиографическое бюро в немецком переводе под названием «Исповедь дурака» (нем. Die Beichte eines Toren). Год спустя из-за этой версии Стриндберг был привлечен в Берлине к ответственности по обвинению в непристойности, но в конечном итоге был оправдан. Шведский журнал «Будкафлен» (швед. Budkaflen) пиратски перевел шведский перевод с немецкого издания, опубликовав роман частями между 1893 и 1894 годами, несмотря на протесты писателя. Оригинальная французская версия была опубликована Альбертом Лангеном в 1895 году. Первый английский перевод назывался «Исповедь дурака» и был опубликован в 1912 году (перевод Элли Шлейсснер); в своей книге «Романы Августа Стриндберга» исследователь творчества Стриндберга Эрик Йоханнессон описывает его как «плохой перевод немецкой версии Шеринга 1910 года, который дает совершенно обманчивое впечатление о характере книги». Первое шведское издание (переведенное Джоном Ландквистом) было опубликовано в 1914 году, уже после смерти Стриндберга, под названием «Защита дурака» (швед. En dåres försvarstal).